# Andrea Fuentes i Fache
Andrea Fuentes i Fache (Valls, 7 d'abril de 1983) és una nedadora de sincronitzada catalana. Actualment és la seleccionadora del l'equip espanyol de natació artística.
Nascuda al municipi de Valls i formada al Club Natació Kallípolis, integrà el Dream Team sorgit del seu planter, juntament amb Gemma Mengual, Ona Carbonell i la seva germana Tina Fuentes.
Als Jocs Olímpics d'Atenes 2004 va quedar en quart lloc de la modalitat per equips. Participà en els Jocs Olímpics de Pequín 2008 en les modalitats de duet, juntament amb Gemma Mengual, i per equips, de les que va obtenir dues medalles d'argent. Als Jocs Olímpics de Londres 2012 guanyà la medalla d'argent en categoria duet, juntament amb Ona Carbonell i la medalla de bronze en la modalitat d'equips.
El 30 de gener de 2013 anuncià en una roda de premsa la seva retirada de la competició professional adduint manca de motivació i negant tenir cap mena de problema físic.
L'any 2017 ella i el seu marit, el també olímpic Víctor Cano, emprengueren un projecte per a donar a conèixer la natació sincronitzada arreu del món amb la creació de la revista Synkrolovers.com. Era germana de la també nedadora Tina Fuentes.
L'any 2022, essent entrenadora de l'equip dels Estats Units, rescatà la nedadora Anita Alvarez, que s'havia desmaiat dins la piscina, la qual cosa tingué un important ressò mundial.

## Palmarès
- 4a per equips als Jocs Olímpics d'Atenes 2004.
- Medalla d'argent i medalla de bronze al Campionat del Món 2007.
- 3 medalles d'or al Campionat d'Europa de 2008.
- 2 medalles d'argent als Jocs Olímpics de Pequín 2008, en les modalitats de duet i per equips.
- Medalla d'argent en modalitat de duet als Jocs Olímpics de Londres 2012.
- 1 medalla d'argent al Campionat d'Europa de 2010.